# 케빈 살렘
케빈 살렘(Kevin Salem)은 미국의 싱어 송 라이터이자 기타리스트이며 음반 제작자다.그는 Dumptruck 밴드의 멤버로서 경력을 시작했으며 이후 솔로 경력을 시작하기 전에 요 라 텡고와 Freedy Johnston을 비롯한 여러 아티스트와 함께 투어를 하였다. 드라마 봄밤에서 음악감독인 이남연 그리고 레이첼 야마가타와 함께 OST의 대본을 보고 공동 작사, 작곡을 하였다.